# The New York Times
The New York Times is een Amerikaans dagblad. Het hoofdkantoor is gevestigd in The New York Times Tower in New York. Bijnamen van de krant zijn The Old Gray Lady (de oude grijze dame), en The Times. De krant heeft als leus All the News That's Fit to Print. Een deel van de artikelen wordt internationaal gepubliceerd via de New York Times International Edition.

## Geschiedenis
The New York Times werd in 1851 opgericht door Henry J. Raymond en George Jones onder de naam The New-York Daily Times. De krant werd in 1896 overgenomen door Adolph Ochs en verwierf onder zijn leiding internationaal aanzien. Momenteel is de krant eigendom van The New York Times Company, waarin nakomelingen van Ochs, voornamelijk de familie Sulzberger, een belangrijke rol spelen.

### Huisvesting
De eerste locatie van het gebouw van de krant was op 113 Nassau Street in New York. In 1854 verhuisde het naar 138 Nassau Street en in 1858 naar 41 Park Row, waardoor het de eerste krant in New York was die was gevestigd in een gebouw dat speciaal voor dit doel was gebouwd.
In 1904 verhuisde de krant naar de Times Tower, gelegen op 1475 Broadway, in een gebied dat destijds Longacre Square werd genoemd en later werd omgedoopt tot Times Square ter ere van de krant. Het topje van het gebouw - nu bekend als One Times Square - is de locatie van de nieuwjaarstraditie van het laten zakken van een verlichte bal, die begon bij de krant. Het gebouw staat ook bekend om zijn elektronische nieuwsticker - bekend als "The Zipper" - waar koppen rond de buitenkant van het gebouw kruipen. Het is nog steeds in gebruik, maar wordt sinds 1995 beheerd door Dow Jones & Company. Na negen jaar in zijn Times Square-toren liet de krant een bijgebouw bouwen op 229 West 43rd Street. Na enkele uitbreidingen werd het gebouw op 43rd Street het hoofdkwartier van de krant in 1960 en werd de Times Tower op Broadway het volgende jaar verkocht. Het diende als de belangrijkste drukkerij van de krant tot 1997, toen de krant een ultramoderne drukkerij opende in de College Point-gebied van Queens.
Tien jaar later verhuisde The New York Times zijn redactie en zakenhoofdkwartier van West 43rd Street naar een nieuwe toren op 620 Eighth Avenue tussen West 40th en 41st Streets, in Manhattan, direct tegenover de Port Authority Bus Terminal. Het nieuwe hoofdkwartier voor de krant, officieel bekend als The New York Times Building⁣, maar informeel door veel New Yorkers de nieuwe "Times Tower" genoemd, is een wolkenkrabber ontworpen door Renzo Piano.

## Reputatie
The New York Times heeft door de jaren heen 114 Pulitzerprijzen gewonnen, meer dan enige andere nieuwsorganisatie. Het redactioneel commentaar is voornamelijk liberal, maar de krant heeft politiek gezien een breed scala aan columnisten, onder wie Paul Krugman en Thomas Friedman.
In 2003 raakte de krant verstrikt in een klein schandaal door toedoen van een van haar verslaggevers, Jayson Blair. Deze bleek zich langdurig aan plagiaat en het verzinnen van nieuws te hebben schuldig gemaakt.
In 2006 overleed de bekende oud-redacteur en oud-columnist van de krant Abe Rosenthal. Tijdens zijn redacteurschap voerde hij diverse succesvolle vernieuwingen door, waarvan sommige door andere kranten wereldwijd werden overgenomen. In hetzelfde jaar lag de krant onder vuur van de regering van George W. Bush vanwege haar onthullingen in de SWIFT-affaire.
In november 2017 werd bekend dat een van de Witte Huis-verslaggevers van The New York Times, Glenn Thrush, was geschorst op verdenking van seksueel grensoverschrijdend gedrag. De krant heeft een onderzoek naar hem ingesteld. Saillant is dat The New York Times veel schandalen rond seksueel wangedrag aan het licht heeft gebracht.

## Onderscheidingen
2001: Four Freedoms Award voor vrijheid van meningsuiting